# دورنت براون
دورنت براون (انگلیسی: Durrant Brown؛ زادهٔ ۸ ژوئیهٔ ۱۹۶۴) یک بازیکن فوتبال اهل جامائیکا است.
وی همچنین در تیم ملی فوتبال جامائیکا بازی کرده‌است.